# تريسي لين
تريسي لين (بالإنجليزية: Tracy Lin)‏ هي لاعب كرة مضرب أمريكية، ولدت في 26 سبتمبر 1986 في آناهايم في الولايات المتحدة.

## وصلات خارجية
- تريسي لين على موقع رابطة محترفات التنس (الإنجليزية)
- تريسي لين على موقع الاتحاد الدولي لكرة المضرب (الإنجليزية)
- تريسي لين على موقع إي إس بي إن.كوم (الإنجليزية)